# Federico Guglielmo I di Brandeburgo
Federico Guglielmo di Brandeburgo, detto Il Grande Elettore (Berlino, 15 febbraio 1620 – Potsdam, 9 maggio 1688), fu principe elettore di Brandeburgo, duca di Kleve e di Prussia della dinastia degli Hohenzollern.
Personaggio tra i più noti della casata degli Hohenzollern, è noto come il Grande Elettore (in tedesco der Große Kurfürst) per le sue conquiste in campo militare e politico. Strenuo calvinista, associò le proprie fortune a quella della crescente classe commerciale brandeburghese, vedendo nel commercio l'opportunità per far crescere il suo Stato, gettando le basi per lo sviluppo della futura potenza della Prussia. Con le politiche interne che attuò nel suo Stato, diede un nuovo ruolo al Brandeburgo nella politica dell'Europa centro-settentrionale, preparando il terreno per la proclamazione del Regno di Prussia che avverrà sotto suo figlio e successore.

## Biografia

### I primi anni

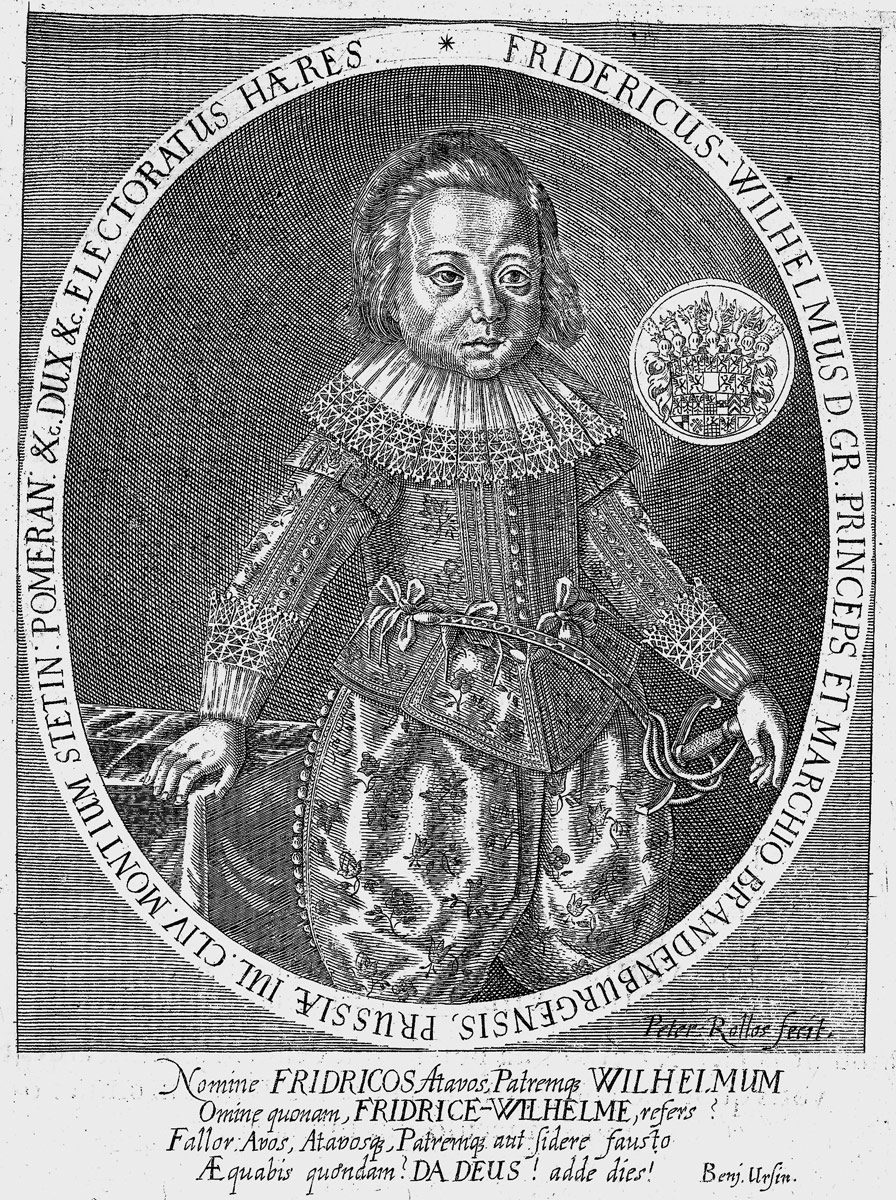
Federico Guglielmo da bambino, incisione del 1626

Federico Guglielmo era figlio di Giorgio Guglielmo (1595–1640), e di sua moglie, Elisabetta Carlotta principessa del Palatinato (1597–1660). Dalla primavera del 1627 sino all'estate del 1634, visse entro le mura sicure della fortezza di Küstrin con il suo tutore, Johann Friedrich von Kalkum e, occasionalmente, trascorreva dei periodi alla residenza di caccia di suo padre da poco costruita a Letzlingen. Gran parte della sua giovinezza la visse da solo poiché i suoi genitori vivevano di fatto separati. Di lui si occupò invece attivamente suo zio Gustavo II Adolfo di Svezia, che provava per lui grande affetto. Studiò fin da piccolo lingue come il francese e lo svedese oltre al nativo tedesco, e venne cresciuto secondo i principi della religione riformata. La sua preparazione fisica venne incoraggiata dalla partecipazione alle cacce organizzate a corte.

### L'apprendistato in Olanda
Mentre i territori dello Stato di suo padre venivano devastati da truppe imperiali e svedesi nel corso della guerra dei trent'anni, il quattordicenne principe elettorale venne inviato nei Paesi Bassi dal luglio del 1634, in un periodo in cui l'Olanda viveva uno dei suoi periodi di maggior splendore. Qui Federico Guglielmo completò la propria formazione, imparando la lingua locale e formandosi anche all'artigianato.
Federico Guglielmo venne accolto alla corte dello stadtholder Federico Enrico d'Orange, zio di sua madre, che lo pose a risiedere ad Arnhem. A Leida, frequentò i corsi della locale università e per quattro anni acquisì conoscenze notevoli che influiranno decisamente sul suo carattere e sulle sue azioni future come elettore del Brandeburgo. Nel contempo, Federico Guglielmo acquisì un notevole rispetto e una grande conoscenza dell'Olanda e degli olandesi, uno Stato che secondo il suo ideale si presentava altamente sviluppato per l'epoca, una potenza che aveva fatto del commercio l'anima della propria stessa sopravvivenza e che egli sfruttò come modello poi anche per il Brandeburgo dove tutto ciò mancava completamente. Ad Amsterdam apprese i segreti della cantieristica navale. Nell'estate del 1638 fu a Berlino contro la sua volontà per volere di suo padre.
Anche negli anni in Olanda, Federico Guglielmo si dimostrò un individuo risoluto e caparbio, profondamente religioso e intellettualmente vivace. Ammirato profondamente dallo statolder Enrico dei Paesi Bassi, il giovane tedesco si innamorò profondamente della figlia di lui, Luisa Enrichetta, con la quale si sposò in seguito.

### La difficile ascesa al trono

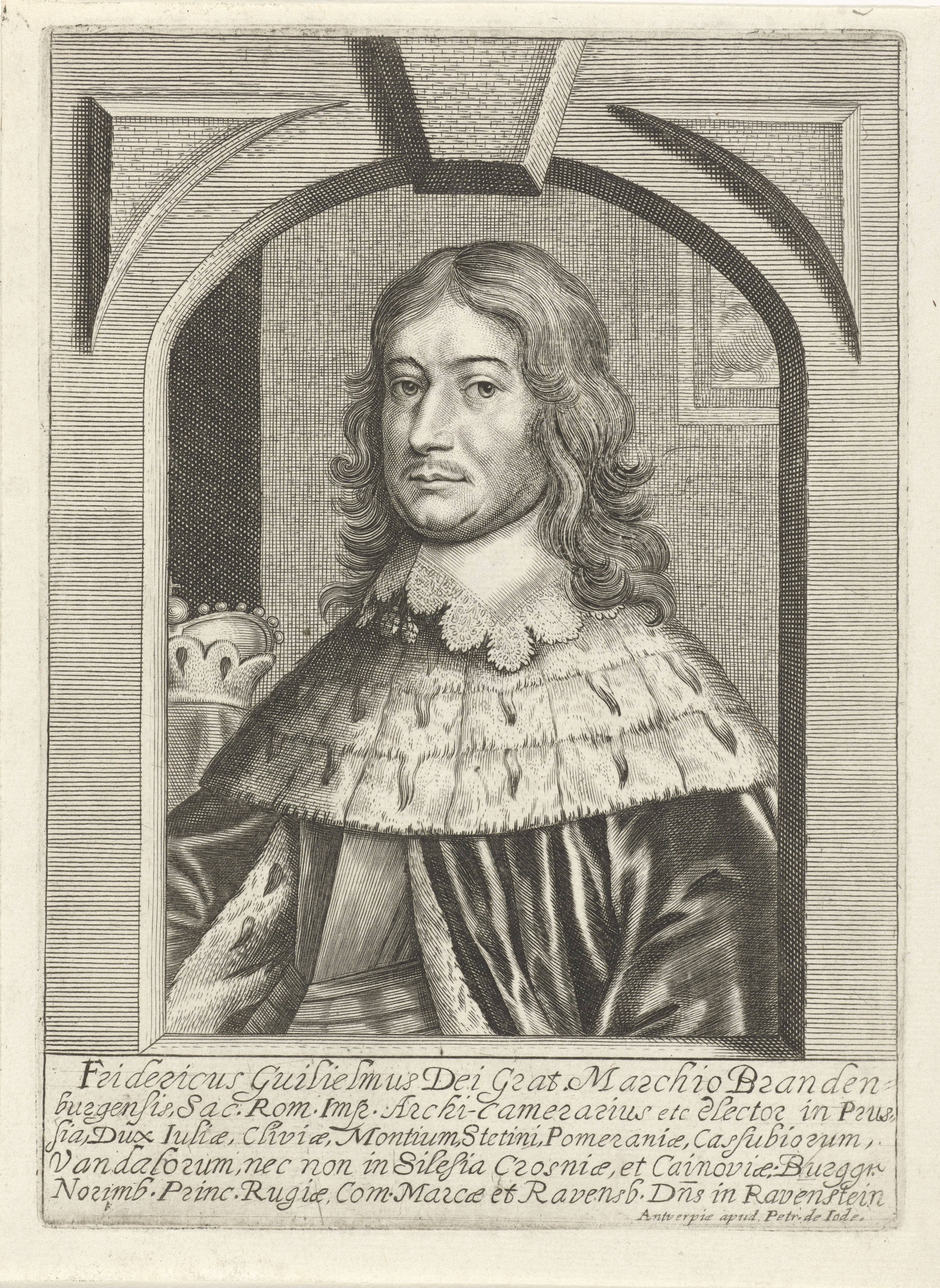
Il giovane principe elettore in una stampa d'epoca

Alla morte del padre, nel 1640, il ventenne Kronprinz si ritrovò a salire al trono in uno dei periodi storici peggiori per il Brandeburgo: le città, fortemente provate dalle recente guerra, erano in gran parte spopolate, il commercio ristagnava, le industrie erano distrutte, le campagne desolate e incolte, la popolazione decimata dagli eserciti e dalle epidemie. Berlino, la capitale, contava appena poche migliaia di abitanti. A questo si assommava il fatto che il Brandeburgo, Cleve e Mark erano ancora occupati in gran parte da truppe straniere (gli svedesi nel Brandeburgo, gli olandesi a Cleve e gli imperiali nella contea di Mark). Il Ducato di Prussia era considerato una proprietà incerta del sovrano locale dal momento che lo stesso Federico Guglielmo dovette prestare giuramento feudale al re Ladislao IV Vasa quando assunse il suo incarico come reggente. Il suo stesso governo era retto dal potentissimo principe Adamo di Schwarzenberg, il quale era desideroso di potere personale a scapito della figura dell'elettore.
Saggiamente, Federico Guglielmo decise come prima cosa di salvare ciò che poteva essere salvato, concludendo un armistizio con la Svezia e restando neutrale nel conflitto sino al 1648 quando, con la Pace di Vestfalia, gli furono assegnati la Pomerania occidentale e alcuni territori intorno al Brandeburgo. A Cleve recuperò il dominio e coltivò relazioni stabili con i vicini olandesi, presso i quali aveva vissuto e coi quali aveva uno splendido rapporto personale. Col supporto di Johann Gregor Memhardt, che venne da lui nominato capomastro elettorale, Federico Guglielmo ripristinò il sistema di fortificazioni che avevano innanzitutto il compito di proteggere i suoi domini.
Riuscì grazie alla sua tenacia a ripopolare le regioni colpite dalla guerra, accogliendo molti Ugonotti fuggiti dalla Francia.

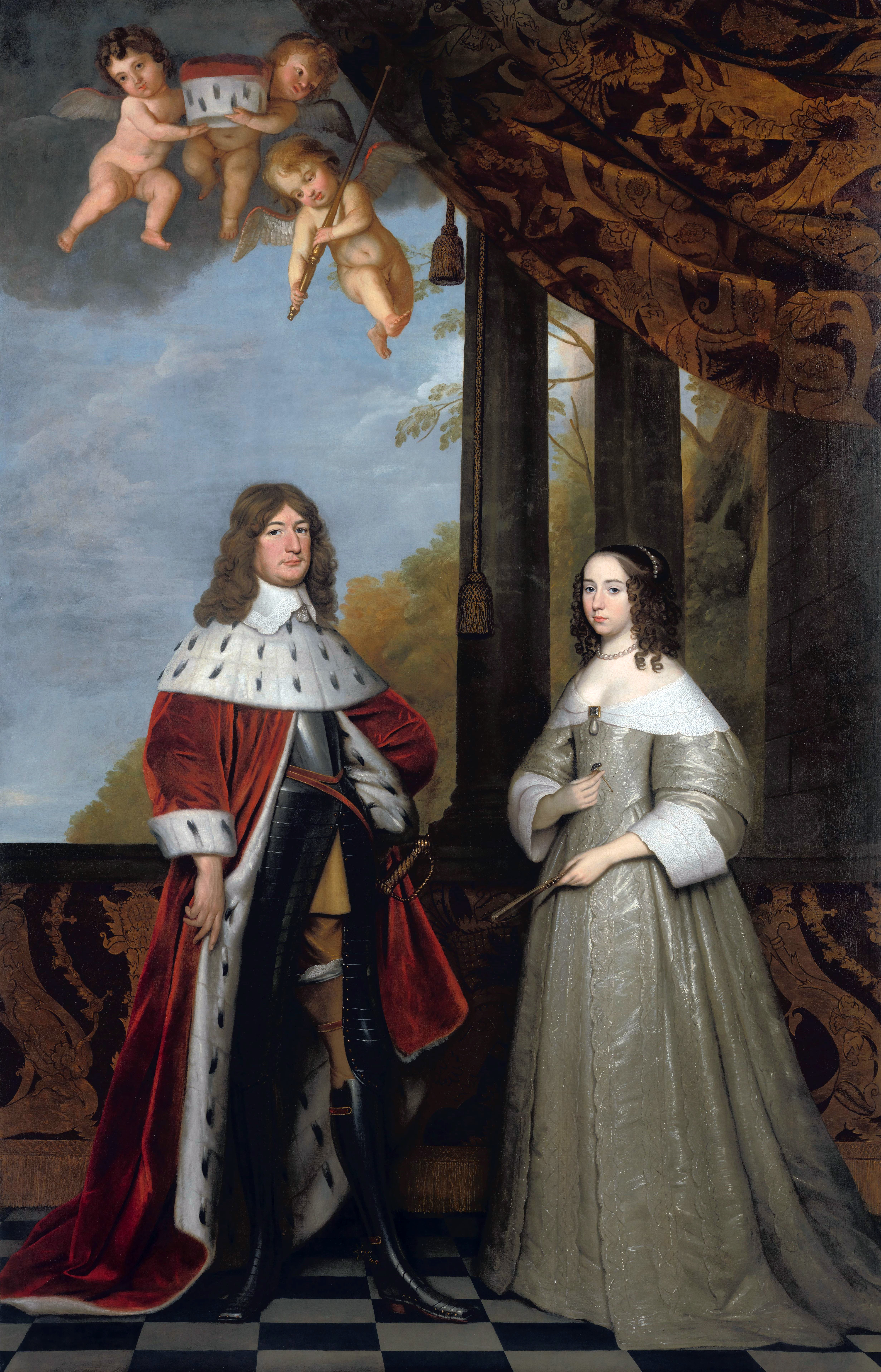
Ritratto di Federico Guglielmo con la moglie Luisa Enrichetta

A livello di politica interna, e con il sostegno del consiglio di stato protestante [[Samuel von Winterfeld]], per prima cosa lavorò per distruggere l'influenza negativa e personale del conte Adamo di Schwarzenberg che, come consiglio segreto, aveva effettivamente diretto gli affari di Stato dell'elettorato del Brandeburgo in maniera autocratica. Subito dopo essersi insediato, l'elettore lo destituì dalla sua posizione e l'anno successivo ordinò addirittura il suo arresto, confinandolo quindi nella fortezza di Spandau dove morì quattro giorni dopo.
Il suo matrimonio con la figlia dello stadtholder d'Olanda, oltre a un ricco patrimonio di dote (120 000 Reichstalers in contanti e gioielli per un valore di 60 000 reichstaler), gli portò uno stuolo di artisti, artigiani, costruttori, agricoltori e mercanti olandesi che contribuirono alla modernizzazione del Brandeburgo e promossero nuovi investimenti nella regione. A Berlino e a Potsdam, in particolare, si stabilirono vere e proprie "colonie olandesi" che si occuparono dell'ampliamento e della riprogettazione delle fortificazioni, oltre che dell'ampliamento del palazzo cittadino e della costruzione di strade e canali.

### La diplomazia
Durante la guerra dei trent'anni, Federico Guglielmo si sforzò di mantenere, con un esercito minimo, un delicato equilibrio tra le forze protestanti e cattoliche che combattevano in tutto il Sacro Romano Impero. Da questi impietosi inizi Federico Guglielmo riuscì a ricostruire i suoi territori devastati dalla guerra. In contrasto con le dispute religiose che hanno sconvolto gli affari interni di altri Stati europei, il Brandeburgo-Prussia ha beneficiato della politica di tolleranza religiosa adottata da Federico Guglielmo. Con l'aiuto delle sovvenzioni francesi, costruì un esercito per difendere il paese. Nella seconda guerra del nord, fu costretto ad accettare il vassallaggio svedese per il Ducato di Prussia secondo i termini del trattato di Königsberg, ma con il progredire della guerra riuscì a ottenere piena sovranità per il ducato prussiano nei trattati di Labiau, Wehlau, Bromberg e Oliva, lasciando l'imperatore del Sacro Romano Impero come suo unico privilegio per le sue proprietà imperiali.
Nel conflitto per l'eredità della Pomerania, Federico Guglielmo dovette accettare due battute d'arresto. Sebbene abbia avuto successo militarmente nella Pomerania svedese, ha dovuto piegarsi alle richieste della Francia e restituire i suoi guadagni in Svezia nel trattato di Saint-Germain-en-Laye.

### La nascita del nuovo esercito e la Guerra d'Olanda

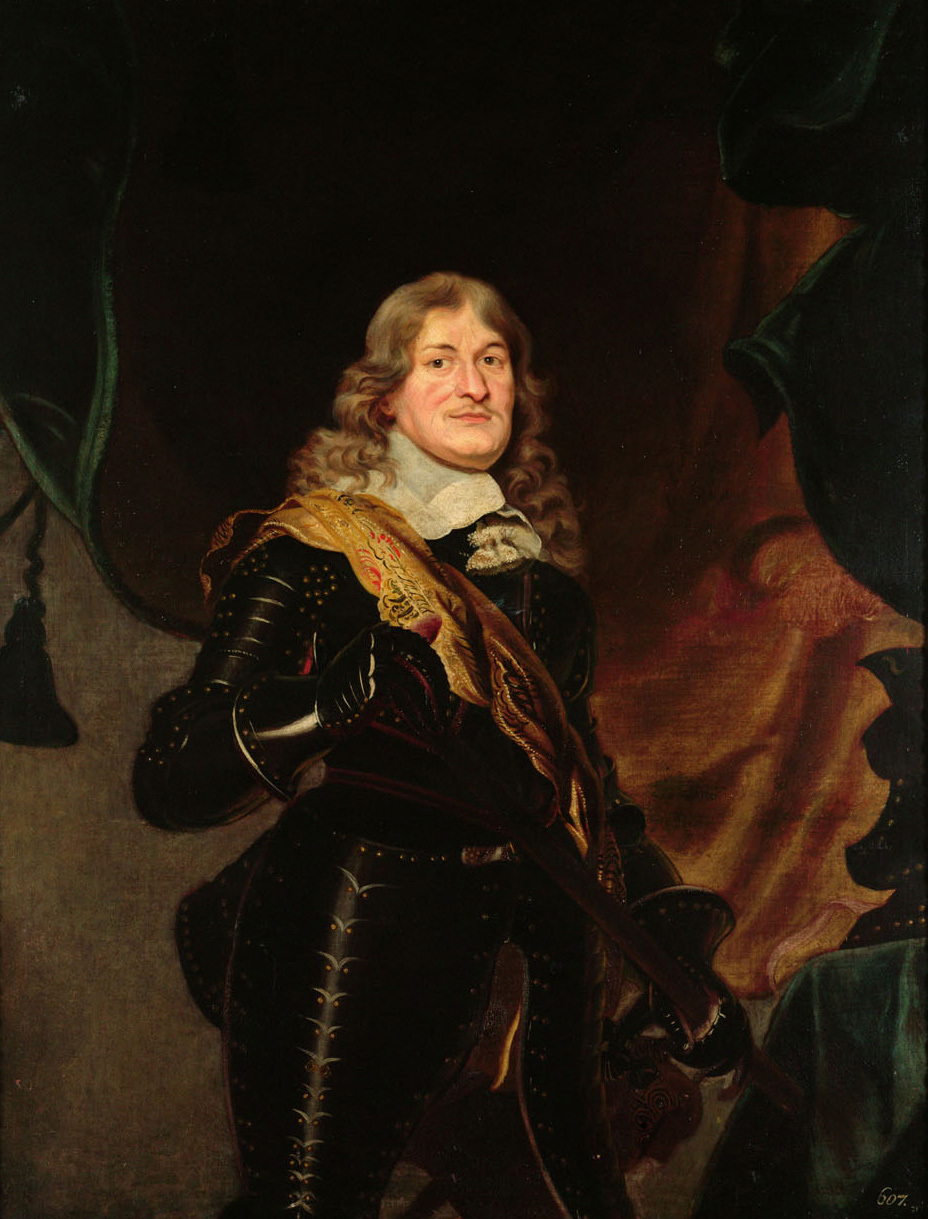
Federico Guglielmo in un ritratto in armi del 1650 circa

Nel 1653, dopo estenuanti trattative durate un anno, Federico Guglielmo ottenne dagli Junker i fondi necessari per la creazione di un piccolo esercito permanente. Venne infatti creato il Generalkriegskommissariat (Commissariato generale della guerra), un organo incaricato di riscuotere in tutto lo Stato le tasse di guerra. In cambio la nobiltà, che fino ad allora si occupava della riscossione di tutte le imposte, ottenne una serie di privilegi e di esenzioni fiscali ma, cosa più importante, vedeva rafforzata la propria giurisdizione sui contadini. Federico Guglielmo ottenne la corona del ducato di Prussia a seguito della seconda guerra del nord, nella quale si alleò con la Svezia di Carlo X, sconfiggendo Russia e Danimarca.
Federico Guglielmo fu un comandante militare di vasta fama nella sua epoca, e il suo esercito permanente sarebbe diventato in seguito il modello per quello prussiano. È noto per la sua vittoria congiunta con le forze svedesi nella battaglia di Varsavia, che, secondo Hajo Holborn, segnò "l'inizio della storia militare prussiana", ma gli svedesi lo attaccarono per volere del re Luigi XIV e invasero il Brandeburgo dopo che questi aveva inviato 20 000 uomini in Renania per accordi che in precedenza aveva preso proprio con gli amici olandesi che ora erano in guerra col Re Sole.
Dopo aver marciato per 250 chilometri in 15 giorni, colse di sorpresa gli svedesi e riuscì a sconfiggerli sul campo nella battaglia di Fehrbellin, distruggendo il mito dell'invincibilità militare svedese. In seguito distrusse un altro esercito svedese che invase il Ducato di Prussia nel 1678. È noto per il suo uso delle direttive generali e della delega decisionale ai suoi comandanti, che in seguito diverranno la base per la dottrina tedesca di Auftragstaktik, ed è noto per l'utilizzo della mobilità rapida per sconfiggere i suoi nemici.

### Il consolidamento dello Stato

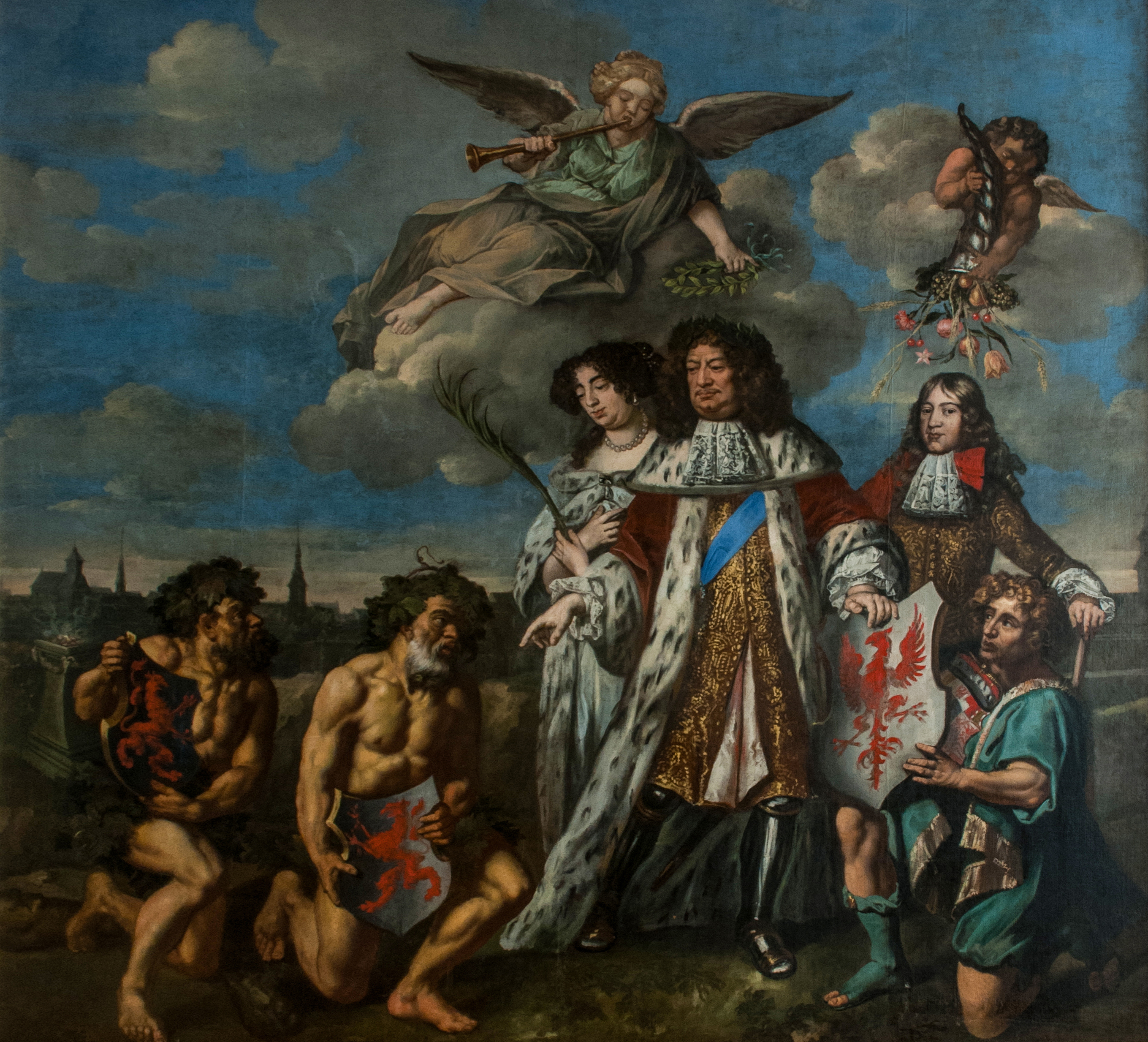
Dipinto allegorico raffigurante Federico Guglielmo che accoglie la sottomissione delle province da poco conquistate; in primo piano la Pomerania

Poste le basi del suo nuovo Stato, Federico Guglielmo si preoccupò della politica interna e di risistemare l'economia del Brandeburgo accogliendo i vari esuli delle nazioni confinanti, promuovendo la costruzione di nuove industrie, di strade, di dighe e di canali, facendo bonificare le paludi per l'agricoltura, rafforzando la burocrazia e accentuando l'importanza dell'elettore di Berlino, unica figura che accomunava gli eterogenei territori tedeschi a lui sottomessi. Rinforzò inoltre l'esercito con l'introduzione di nuove macchine belliche e raddoppiò gli effettivi in servizio; all'aristocrazia concesse poteri latifondisti, militari e uffici pubblici. 
Nel 1680, allo scopo di ottenere il rimborso di un prestito di 1,8 milioni di talleri dalla Spagna o comunque rivalersi nei confronti della potenza ispanica per pari importo, diede inizio alla guerra ispano-brandeburghese, una guerra di corsa condotta da squadre della Marina brandeburghese, che attaccavano navi e convogli mercantili spagnoli per appropriarsi del carico, che veniva poi venduto. Tuttavia, dopo i primi successi di modesta portata, la sua squadra principale fu sonoramente sconfitta dalla flotta spagnola a Capo San Vincenzo, nel Portogallo meridionale, nel 1681 e Federico, anche a seguito delle proteste delle altre potenze europee, pose fine al conflitto.
Nel 1685 accolse gli esuli ugonotti dalla Francia. 
Morì il 9 maggio 1688 nel suo palazzo di Potsdam e la sua salma venne posta nella cripta degli Hohenzollern del Duomo di Berlino. Gli succedette il figlio Federico I di Prussia.

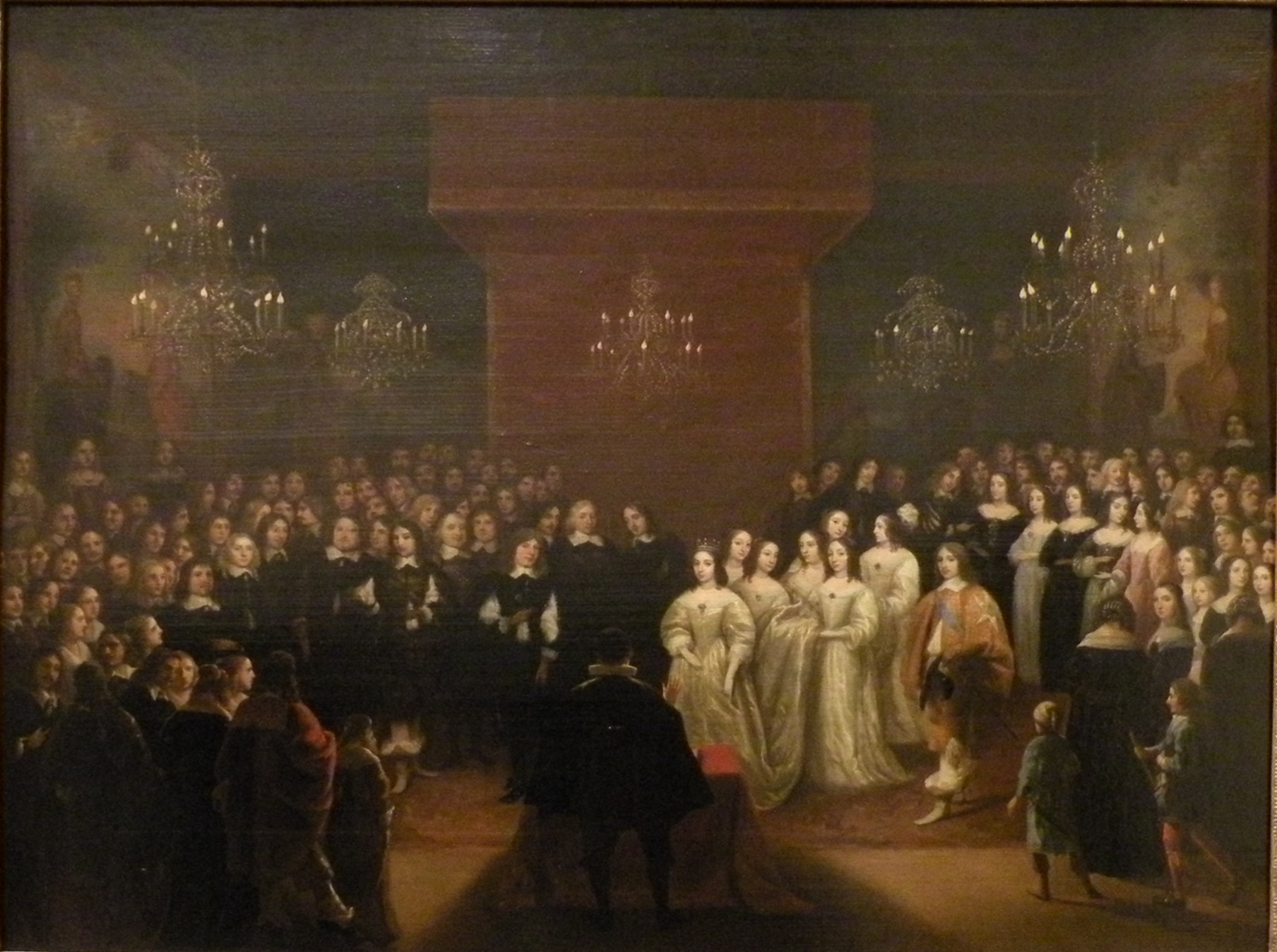
Dipinto del matrimonio di Federico Guglielmo e Luisa Enrichetta nel 1646, di Johannes Mytens

Già nel 1660 aveva ottenuto con il trattato di Oliva l'abolizione dell'omaggio prussiano ai Re di Polonia e il riconoscimento dell'autonomia del Ducato.

## Matrimoni

### Primo matrimonio
Sposò, il 7 dicembre 1646 a L'Aia, Luisa Enrichetta d'Orange (1627–1667), figlia di Federico Enrico d'Orange. Ebbero sei figli:
- Guglielmo Enrico (21 maggio 1648-24 ottobre 1649);
- Carlo Emilio (1655–1674);
- Federico (1657–1713);
- Amalia (1656-1664);
- Enrico (19 novembre-26 novembre 1664);
- Luigi (1666–1687), sposò la principessa Ludwika Karolina Radziwiłł.

### Secondo matrimonio
Sposò, il 13 giugno 1668, Sofia Dorotea di Schleswig-Holstein-Sonderburg-Glücksburg (1636–1689), figlia di Filippo di Schleswig-Holstein-Sonderburg-Glücksburg e di Sofia Edvige di Sassonia-Lauenburg. Ebbero sette figli:
- Filippo Guglielmo (1669–1711), magravio di Brandeburgo-Schwedt;
- Maria Amalia (1670–1739), sposò in prime nozze Carlo di Meclemburgo-Güstrow, ebbero un figlio, e in seconde nozze Maurizio Guglielmo di Sassonia-Zeitz, ebbero cinque figli;
- Alberto Federico (1672–1731), margravio di Brandeburgo-Schwedt, sposò Maria Dorotea di Curlandia, ebbero sette figli;
- Carlo (1673–1695), margravio di Brandeburgo-Schwedt;
- Elisabetta Sofia (1674–1748), sposò in prime nozze Federico Casimiro Kettler, ebbero due figli, in seconde nozze Cristiano Ernesto, margravio di Brandeburgo-Bayreuth, non ebbero figli e in terze nozze Ernesto Luigi I di Sassonia-Meiningen, non ebbero figli;
- Cristiano Ludovico (1677–1734), margravio di Brandeburgo-Schwedt.

## Ascendenza
|                                            |                            |                                     | Genitori                           |  |  | Nonni |  |  | Bisnonni                               |  |  | Trisnonni                       |  |
|                                            |                            |                                     |                                    |  |  |       |  |  | Gioacchino III Federico di Brandeburgo |  |  | Giovanni Giorgio di Brandeburgo |  |
|                                            |                            |                                     |                                    |  |  |       |  |  | Gioacchino III Federico di Brandeburgo |  |  | Giovanni Giorgio di Brandeburgo |  |
|                                            |                            | Sofia di Liegnitz                   |                                    |  |  |       |  |  | Gioacchino III Federico di Brandeburgo |  |  |                                 |  |
| Giovanni Sigismondo di Brandeburgo         |                            |                                     |                                    |  |  |       |  |  | Gioacchino III Federico di Brandeburgo |  |  |                                 |  |
|                                            |                            | Caterina di Brandeburgo-Küstrin     | Giovanni di Brandeburgo-Küstrin    |  |  |       |  |  |                                        |  |  |                                 |  |
|                                            |                            | Caterina di Brandeburgo-Küstrin     | Giovanni di Brandeburgo-Küstrin    |  |  |       |  |  |                                        |  |  |                                 |  |
|                                            |                            | Caterina di Brandeburgo-Küstrin     | Caterina di Brunswick-Wolfenbüttel |  |  |       |  |  |                                        |  |  |                                 |  |
| Giorgio Guglielmo di Brandeburgo           |                            | Caterina di Brandeburgo-Küstrin     |                                    |  |  |       |  |  |                                        |  |  |                                 |  |
|                                            |                            | Alberto Federico di Prussia         | Alberto I di Prussia               |  |  |       |  |  |                                        |  |  |                                 |  |
|                                            |                            | Alberto Federico di Prussia         | Alberto I di Prussia               |  |  |       |  |  |                                        |  |  |                                 |  |
|                                            |                            | Alberto Federico di Prussia         | Anna Maria di Brunswick-Lüneburg   |  |  |       |  |  |                                        |  |  |                                 |  |
| Anna di Prussia                            |                            | Alberto Federico di Prussia         |                                    |  |  |       |  |  |                                        |  |  |                                 |  |
|                                            |                            | Maria Eleonora di Jülich-Kleve-Berg | Guglielmo di Jülich-Kleve-Berg     |  |  |       |  |  |                                        |  |  |                                 |  |
|                                            |                            | Maria Eleonora di Jülich-Kleve-Berg | Guglielmo di Jülich-Kleve-Berg     |  |  |       |  |  |                                        |  |  |                                 |  |
|                                            |                            | Maria Eleonora di Jülich-Kleve-Berg | Maria d'Austria                    |  |  |       |  |  |                                        |  |  |                                 |  |
| Federico Guglielmo I di Brandeburgo        |                            | Maria Eleonora di Jülich-Kleve-Berg |                                    |  |  |       |  |  |                                        |  |  |                                 |  |
|                                            | Ludovico VI del Palatinato | Federico III del Palatinato         |                                    |  |  |       |  |  |                                        |  |  |                                 |  |
|                                            | Ludovico VI del Palatinato | Federico III del Palatinato         |                                    |  |  |       |  |  |                                        |  |  |                                 |  |
|                                            | Ludovico VI del Palatinato | Maria di Brandeburgo-Bayreuth       |                                    |  |  |       |  |  |                                        |  |  |                                 |  |
| Federico IV Elettore Palatino              | Ludovico VI del Palatinato |                                     |                                    |  |  |       |  |  |                                        |  |  |                                 |  |
|                                            |                            | Elisabetta d'Assia                  | Filippo I d'Assia                  |  |  |       |  |  |                                        |  |  |                                 |  |
|                                            |                            | Elisabetta d'Assia                  | Filippo I d'Assia                  |  |  |       |  |  |                                        |  |  |                                 |  |
|                                            |                            | Elisabetta d'Assia                  | Cristina di Sassonia               |  |  |       |  |  |                                        |  |  |                                 |  |
| Elisabetta Carlotta del Palatinato-Simmern |                            | Elisabetta d'Assia                  |                                    |  |  |       |  |  |                                        |  |  |                                 |  |
|                                            |                            | Guglielmo I d'Orange                | Guglielmo I di Nassau-Dillenburg   |  |  |       |  |  |                                        |  |  |                                 |  |
|                                            |                            | Guglielmo I d'Orange                | Guglielmo I di Nassau-Dillenburg   |  |  |       |  |  |                                        |  |  |                                 |  |
|                                            |                            | Guglielmo I d'Orange                | Giuliana di Stolberg               |  |  |       |  |  |                                        |  |  |                                 |  |
| Luisa Giuliana di Nassau                   |                            | Guglielmo I d'Orange                |                                    |  |  |       |  |  |                                        |  |  |                                 |  |
|                                            |                            | Carlotta di Borbone-Montpensier     | Luigi III di Montpensier           |  |  |       |  |  |                                        |  |  |                                 |  |
|                                            |                            | Carlotta di Borbone-Montpensier     | Luigi III di Montpensier           |  |  |       |  |  |                                        |  |  |                                 |  |
|                                            |                            | Carlotta di Borbone-Montpensier     | Jacqueline de Longwy               |  |  |       |  |  |                                        |  |  |                                 |  |
|                                            |                            | Carlotta di Borbone-Montpensier     |                                    |  |  |       |  |  |                                        |  |  |                                 |  |